# Bendroflumetiazide
Il Bendroflumetiazide è il principio attivo di indicazione specifica contro l'ipertensione.

## Indicazioni
È utilizzato come medicinale in cardiologia contro l'ipertensione, e fuori dal reparto specialistico più in generale contro la formazioni di un edema.

## Controindicazioni
Malattia di Addison, ipokaliemia refrattaria, iponatriemia.

## Dosaggi
- Ipertensione, 2,5 mg al giorno (dose massima 5 mg al giorno)
- Edema, 5 mg al giorno (dose massima 40 mg al giorno)

## Farmacodinamica
I diuretici favoriscono l'eliminazione del liquido in eccesso nella circolazione sanguigna, attraverso la riduzione del NaCI e diminuendo di conseguenza la massimale

## Effetti indesiderati
Alcuni degli effetti indesiderati sono disturbi gastrointestinali, ipotensione, iponatriemia, cefalea, gotta, vertigini, nausea, iperucemia, vomito, febbre, ipericalcemia, ipoglicemia, ipomagnesiemia, iperuricemia, affaticamento, pancreatite, rash.